# Mühle Hunziken
Le Mühle Hunziken (moulin Hunziken), situé à Rubigen dans le canton de Berne en Suisse, est un centre culturel disposant d'une salle de concert, créé en 1976.
Le centre culturel est doté d'une collection éclectique d’objets d’art et de statues fantaisistes qui donne au lieu un caractère culte. 
Le moulin a une capacité de 500 personnes. Plus de 100 concerts par an y sont organisés.

## Histoire
La première mention du moulin, dont les fondations comptent parmi les plus anciennes de la région, remonte à 1480. 
En 1973, Peter Burkhart, surnommé par la suite « Mühli-Pesche », achète le moulin de Rubigen, dix jours après l’avoir découvert. Il y emménage avec sa femme, ses enfants et ses amis. La communauté y produit de la farine fourragère, avec laquelle ils nourrissent un troupeau de 50 puis 500 porcs. La demande de farine diminuant et l'exploitation menaçant de faire faillite, Peter Burkhart transforme le moulin en une salle de concert, qui accueille son premier événement en 1976. Il la décore d'objets hétéroclites qu'il ramène de ses voyages (orgue de foire, figurines plastiques, animaux en peluche, vieux flipper ou corne de gramophone). 
Peter Burkhart organise quelque 3 000 concerts au Mühle Hunzigen jusqu’à son départ pour le sud de France à l’été 2011. Après trois ans de procédure judiciaire avec ses successeurs, il vend la propriété le 6 décembre 2014 à deux fonds de pension pour 3,1 millions de francs,,. Celles-ci rénovent les lieux et transforment la maisonnette du four et l’ancienne porcherie en appartements.  
Le club appartient lui à la société anonyme Mühle Hunziken Konzert AG, détenue par des particuliers bernois (initialement Philipp Fankhauser et le fils de Peter Burkhart). La société a un bail de 30 ans pour la salle de concerts, qui soit rester dédiée au rock et au blues. 

## Concerts
Depuis 1976, plus de 4 000 concerts avec plus de 15 000 artistes ont eu lieu, notamment Rory Gallagher (1994), Gilberto Gil (1990), Guillaume Hoarau (2019), Abdullah Ibrahim, Lunik, Miriam Makeba, Patent Ochsner, Polo Hofer et Züri West (1989).
Plus de 100 concerts sont organisés chaque année avec une moyenne de 300 spectateurs (pour une capacité de 500 places, y compris assises).

## Direction
Depuis l'été 2019 : Christoph Stuber
? - 2019 : Christoph Fankhauser
2011 - 2015 : Philipp Fankhauser, Christoph Fankhauser, Thomas Burkhart, Tamara Burkhart
1976 - 2011 : Peter Burkhart

## Distinctions
- 1991 : Prix Sisyphus de la ville de Berne (Sisyphus-Preis der Stadt Bern)[14]
- 2000 : Grand prix de culture du canton de Berne[15]
- 2009 : Prix de culture de la bourgeoisie de Berne (Kulturpreis der Burgergemeinde Bern)[14]